# Baltasar de Zúñiga y Guzmán

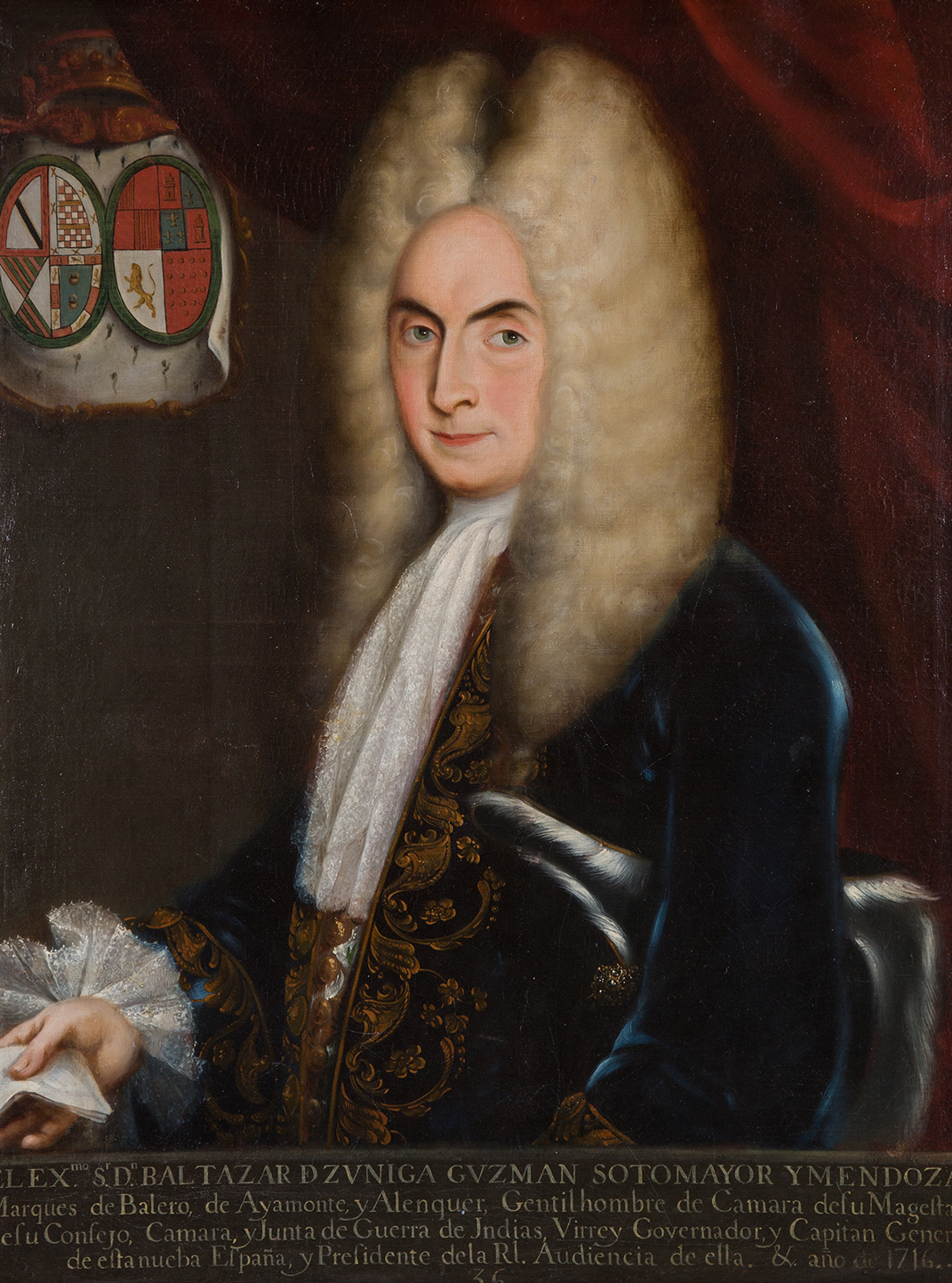
Baltasar de Zúñiga y Guzmán

Baltasar de Zúñiga Guzmán Sotomayor y Mendoza, Herzog (spanisch: duque) von Arión, Markgraf (spanisch: marqués) von Valero und Almonte, spanischer Grande (* 1658 in Madrid, Spanien; † 26. Dezember 1727 ebenda) war ein spanischer Adliger und Kolonialverwalter, der als Vizekönig von Navarra, Sardinien und Neuspanien amtierte.

## Leben

### Herkunft und Familie
Baltasar de Zúñiga entstammte einer Familie des spanischen Hochadels. Sein Vater war der Herzog von Béjar; den Titel erbte sein älterer Bruder.

### Karriere in Europa
Im Jahre 1692 wurde Zúñiga zum Vizekönig von Navarra ernannt, dieses Amt bekleidete er bis 1697. 1700 wurde er in den Indienrat berufen. 1704 machte ihn König Philipp V. zum Vizekönig von Sardinien, das damals spanisch war. Als die Österreicher 1707 im Spanischen Erbfolgekrieg die Insel besetzten, kehrte er aufs spanische Festland zurück.

### Amtszeit als Vizekönig von Neuspanien
Mit Urkunde vom 22. November 1715 ernannte ihn König Philipp V. zum Vizekönig von Neuspanien als Nachfolger von Fernando de Alencastre Noroña y Silva. Im Frühjahr 1716 schiffte er sich nach Amerika ein und erreichte Veracruz Anfang Juni 1716. Am 28. Juni erreichte er Chapultepec und hielt einige Wochen später seinen feierlichen Einzug in Mexiko-Stadt. Er war der erste Junggeselle, der als Vizekönig von Neuspanien regierte.
Gleich zu Beginn seiner Amtszeit wurde der Norden der Kolonie (Texas) von einer langen Dürreperiode und Hungersnot heimgesucht. Die wenigen spanischen Siedler dort machten sich daran, ihre Niederlassungen aufzugeben. Der Vizekönig ließ Nahrungsmittel in die Region schaffen und brachte Experten, die den Siedlern bei Fragen von Ackerbau und Viehzucht helfen sollten. Die allmähliche Wiederbesiedlung des Landes, das seit dem Pueblo-Aufstand von 1690 von den Spaniern aufgegeben war, vollzog sich allmählich. Unter Zúnigas Herrschaft wurden vier neue Siedlungen gegründet, die von Freiwilligen, Soldaten, freigelassenen Gefangenen und Mönchen des Franziskanerordens besetzt wurden. Die Lipan-Indianer in New Mexico, die den Pueblo-Aufstand unternommen hatten, unterwarfen sich 1718 nach langen Kämpfen.
Auch unter Zúñigas Amtszeit setzte sich der Kampf gegen die englischen Siedler fort, die von Laguna de Términos aus einen ebenso blühenden wie illegalen Handel mit Holz aufgebaut hatten, das sie in den mexikanischen Urwäldern schlugen.
1717 kam eine Abordnung von Indianerhäuptlingen aus Florida nach Mexiko-Stadt. Zúñiga ließ sie von der Armada de Barlovento nach Veracruz bringen; von dort wurden sie per Kutsche weitertransportiert und mit allen Ehren empfangen. Nachdem sie sich taufen ließen, gelobten sie der spanischen Krone Treue.
1717 beschloss die spanische Krone ein Monopol auf den Anbau und Verkauf von Tabak. Speziell auf Kuba mussten die privaten Manufakturen schließen und die Einnahmen für den Staatshaushalt gingen in die Höhe.
Der Jesuitenpater Juan María de Salvatierra kehrte 1718 von seiner Missionierungsreise nach Kalifornien zurück nach Mexiko, um dem Vizekönig seine Anliegen an den spanischen Hof vorzutragen. Allerdings starb Salvatierra auf der Reise in Guadalajara. Sein Begleiter Jaime Bravo brachte die Wünsche der Jesuiten vor Zúñiga.
1720 lag Spanien wieder im Krieg mit Frankreich. Dies erhöhte die Gefahr französischer Vorstöße von Louisiana aus sowohl in Richtung Florida, als auch für Texas und das heutige New Mexico. Angriffe der Franzosen, etwa auf Pensacola, konnten die Spanier zurückschlagen. Auf der Insel Hispaniola gelang es den Spaniern 1720, die französischen Siedler, die sich im Westen der Insel niedergelassen hatten, zu vertreiben.

### Spätere Amtszeit in Spanien
1722 übergab Baltasar de Zúñiga das Amt des neuspanischen Vizekönigs an Juan de Acuña, um als Hofmeister im Palast Ludwigs, des Prinzen von Asturien, zu amtieren, als dieser die Prinzessin von Orléans heiratete. 1725 verlieh ihm der König den Titel des Herzogs von Arión.
Er übernahm zudem den Vorsitz im Indienrat, bis er 1727 in Madrid starb. Testamentarisch verfügte er, dass sein Herz in Neuspanien begraben werden sollte.